# Astronomy and Astrophysics
Astronomy and Astrophysics jest europejskim czasopismem publikującym wyniki naukowe z zakresu astronomii i astrofizyki, wydawanym przez EDP Sciences, na zlecenie ESO. Pismo powstało w roku 1968 na bazie szeregu narodowych czasopism europejskich o długiej tradycji (np. francuski Annales d'Astrophysique, holenderski Bulletin of the Astronomical Institutes of the Netherlands czy niemiecki Zeitschrift für Astrophysik). Pierwszy zeszyt ukazał się w 1969 roku. Ukazuje się w języku angielskim. Obecnie ukazuje się 12 zeszytów rocznie. Kontrola redakcyjna sprawowana jest poprzez zespół złożony z zawodowych astronomów. Wszystkie artykuły przed drukiem poddawane są procedurze recenzji przez eksperta w danej dziedzinie (ang. peer review). Rada Zarządzająca A&A zadecydowała o zakończeniu wydawania wersji papierowej podczas spotkania w Bernie w Szwajcarii. Od 1 stycznia 2016 roku będzie dostępna jedynie wersja elektroniczna. W formie drukowanej ukazywać się będą jeszcze tylko wydania specjalne dotyczące niektórych misji kosmicznych. 
Polska jest także członkiem konsorcjum redagującego Astronomy and Astrophysics i posiada swojego przedstawiciela w Radzie Zarządzającej.